# Ejido Ignacio Zaragoza
Ejido Ignacio Zaragoza är en ort i Mexiko.   Den ligger i kommunen Casas Grandes och delstaten Chihuahua, i den nordvästra delen av landet, 1 500 km nordväst om huvudstaden Mexico City. Ejido Ignacio Zaragoza ligger 1 846 meter över havet och antalet invånare är 151.
Terrängen runt Ejido Ignacio Zaragoza är huvudsakligen lite kuperad. Ejido Ignacio Zaragoza ligger nere i en dal som går i nord-sydlig riktning.  Trakten runt Ejido Ignacio Zaragoza är nära nog obefolkad, med mindre än två invånare per kvadratkilometer. Ejido Ignacio Zaragoza är det största samhället i trakten. Omgivningarna runt Ejido Ignacio Zaragoza är i huvudsak ett öppet busklandskap.